# Menorah (Zeitschrift)

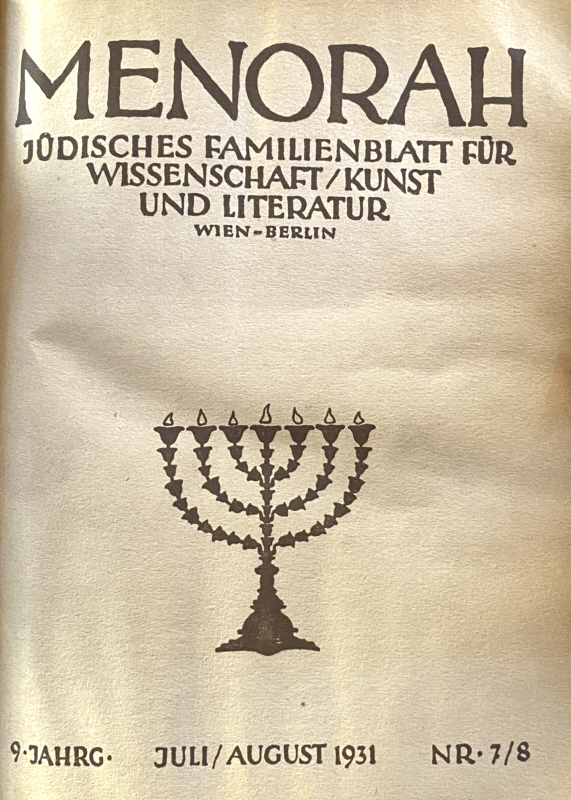
Titelseite der Ausgabe Juli/August 1931

Menorah war ein deutschsprachiges jüdisches Familienblatt für Wissenschaft, Kunst und Literatur, das von 1923 bis 1932, in der Regel monatlich, teilweise auch als Doppelheft alle zwei Monate in Wien und in Berlin erschien.

## Geschichte
Gegründet wurde die Zeitschrift im Juli 1923 von Paul Josef Diamant in Wien. Von 1923 bis 1925 erschien die Menorah mit dem Untertitel „Illustrierte Monatszeitschrift für die jüdische Familie“. Ab 1926 wurde dieser geändert in „Jüdisches Familienblatt für Wissenschaft, Kunst und Literatur“. Bis 1924 wurde sie vom gleichnamigen Verlag „Menorah“ herausgegeben, ab 1925 von der Habrith Verlagsgesellschaft in Wien. Herausgeber war Norbert Hoffmann, verantwortlicher Redakteur der ersten Ausgabe war Karl Taudes, danach bis zur Einstellung der Zeitschrift Friedrich Matzner. Bis 1930 erschienen Monatsausgaben, danach alle zwei Monate eine Doppelausgabe.

## Ziele
Die Zeitschrift wollte vor allem jene Bestrebungen fördern, die geeignet erschienen, zwischen den verschiedenen, oft auseinanderstrebenden Gruppen des Judentums Brücken zu schlagen, und deren Einheit auf kultureller Grundlage herbeiführen. Dabei sollten nicht die politischen und religiösen Differenzen thematisiert werden, sondern die Gemeinsamkeiten, die sich am deutlichsten in der gemeinsamen Kultur zeigten.

## Inhalt
Die Zeitschrift, ursprünglich als Familienblatt konzipiert, wandte sich schon ab dem zweiten Jahrgang hauptsächlich an die erwachsene jüdische Leserschaft. Die Themen waren in erster Linie zionistische Ideen, welchen der Herausgeber Norbert Hoffmann nahe stand. Der Untertitel „Jüdisches Familienblatt für Wissenschaft, Kunst und Literatur“ entsprach somit nur teilweise den ursprünglichen Schwerpunkten der Zeitschrift. Tatsächlich war die thematische Palette der Menorah deutlich breiter.